# VIIIe congrès du Parti communiste (France)
Le VIIIe congrès du PCF s'est tenu à Villeurbanne du 22 au 25 janvier 1936.

## Rapports
- Orientation générale (Thorez)
- Le progrès du Parti et de son journal (Cachin)
- L'avenir de la jeunesse française (Duclos)
- L'union du prolétariat et la situation internationale (Marty)
- L'union des paysans de France (Renaud-Jean)
- L'union des travailleurs et les luttes économiques (Frachon)
- Rapport d'organisation (Gitton)

## Membres de la direction

### Bureau politique
- Titulaires : Marcel Cachin, Maurice Thorez, Jacques Duclos, Marcel Gitton, André Marty, Benoît Frachon, Pierre Semard, Lucien Midol, Gaston Monmousseau.
- Suppléants : Arthur Ramette, François Billoux.

### Secrétariat
- Maurice Thorez (secrétaire général), Jacques Duclos et Marcel Gitton